# کورال (پنسیلوانیا)
کورال (به انگلیسی: Coral) یک منطقهٔ مسکونی در ایالات متحده آمریکا است که در شهرستان ایندیانا، پنسیلوانیا واقع شده‌است. کورال ۰٫۴۷ کیلومتر مربع مساحت و ۳۲۵ نفر جمعیت دارد و ۳۲۴٫۹۲ متر بالاتر از سطح دریا واقع شده‌است.